# Чукарин, Виктор Иванович
Ви́ктор Ива́нович Чука́рин (9 ноября 1921, Красноармейское, Донецкая губерния — 25 августа 1984, Львов) — советский гимнаст, заслуженный мастер спорта СССР (1951), заслуженный тренер УССР (1972), доцент (1963), заведующий кафедрой гимнастики Львовского института физической культуры (с 1971), кавалер ордена Ленина (1957). Абсолютный чемпион Олимпийских игр (1952, 1956), мира (1954), СССР (1949—1951, 1953, 1955); чемпион Олимпийских игр (6 наград в 1952 году, 5 наград в 1956 году, всего 11 олимпийских наград), мира (1954), СССР (13 наград в 1948—1956) в отдельных видах. Участник Великой Отечественной войны.

## Биография
Родился 9 ноября 1921 года в селе Красноармейское Новоазовского района (УССР) в семье донского казака и гречанки. В 1924 году семья переехала в Мариуполь. Увлекался спортом — футболом, плаванием, греблей. Начинал занятия гимнастикой во дворе на перекладине, затем в школьной секции 10-й средней школы, которой руководил Виталий Поликарпович Попович, искренний поклонник спортивной гимнастики. Отец был репрессирован в 1937 году.
По окончании школы поступил сначала в Мариупольский металлургический техникум, затем перевёлся в Киевский техникум физической культуры. Его тренером стал абсолютный чемпион СССР по гимнастике Аджат Ибадулаев. Он первым в Советском Союзе стал использовать силовые нагрузки для тренировок, развивая выносливость. В 1940 году в Харькове В. Чукарин завоевал титул чемпиона Украины и получил звание «Мастер спорта СССР».
Во время Великой Отечественной войны сражался на фронте, был ранен, попал в плен. Прошёл 17 военных концлагерей, выжил в Бухенвальде и остался в живых чудом. Вернувшегося домой сына мать узнала только по шраму на голове, он был полностью истощён и весил 40 кг.
После возвращения быстро восстановил здоровье. По направлению городского комитета по физкультуре и спорту был направлен работать инструктором физкультуры на металлургический завод им. Ильича.
На следующий год не прошёл по конкурсу в Киевский институт физкультуры и поступил во Львовский, который окончил в 1950 году.
С 1949 года вышел в лидеры советской гимнастики, становился чемпионом СССР в 1949, 1950, 1951, 1955 годах.

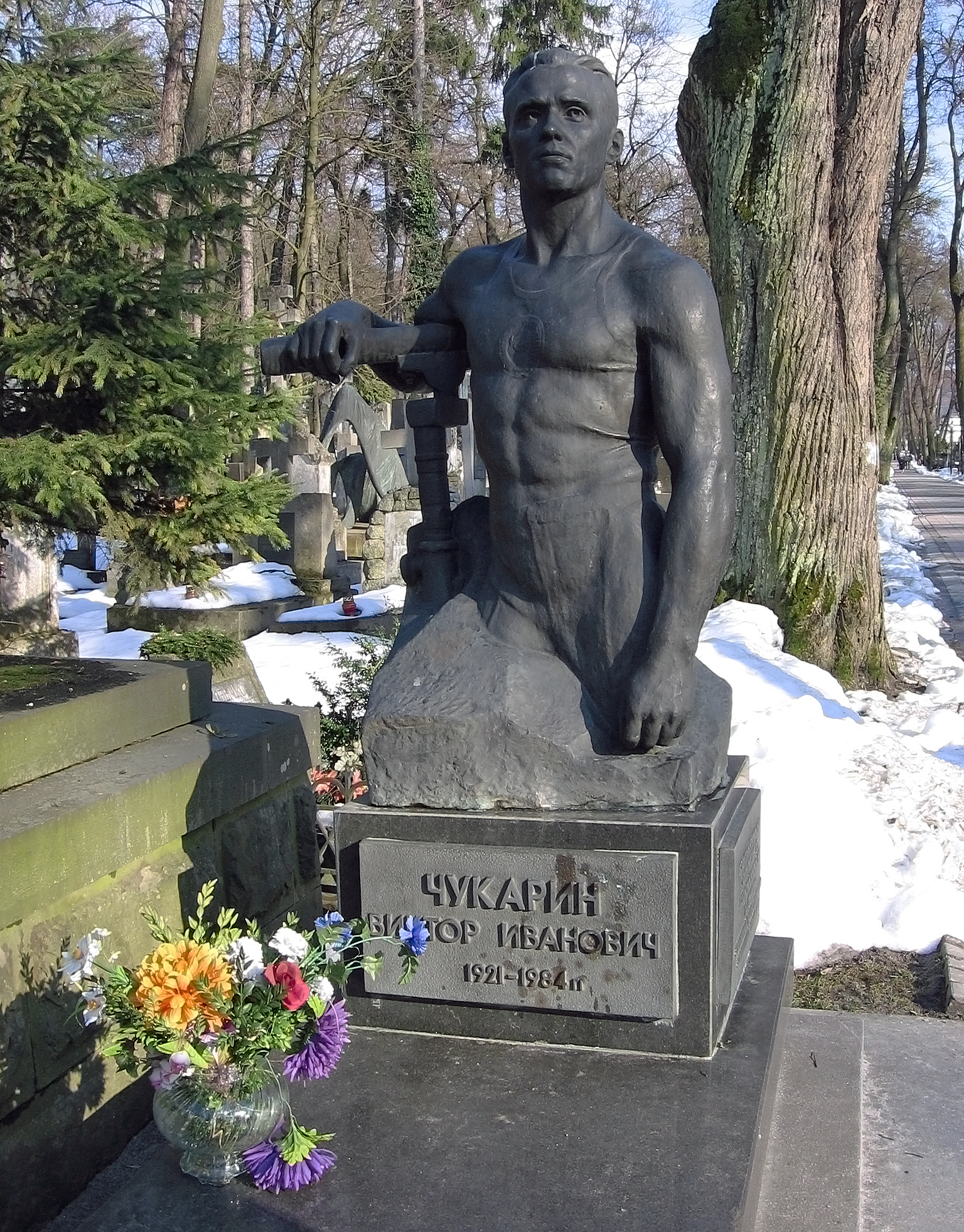
Памятник на могиле В. Чукарина на Лычаковском кладбище г. Львова

Начав тренироваться сразу после возвращения домой, в Мариуполь, на первом послевоенном чемпионате СССР по спортивной гимнастике (1946) Чукарин получает 12-е место. Тренировался по 4 часа в день и через год поднялся уже на пятое место в общесоюзном зачете.
Под руководством тренера Львовского института физкультуры Петра Тимофеевича Собенко в 1948-м Чукарин стал чемпионом страны, обыграв в решающих подходах Аджата Ибадулаева. Титул абсолютного чемпиона СССР сохраняет ещё в течение двух лет.
На Всемирном фестивале молодежи и студентов в Будапеште поднялся на пьедестал почёта в соревнованиях по спортивной гимнастике. На Всемирном фестивале молодежи и студентов в Берлине выиграл звание абсолютного чемпиона с не превзойденной по сей день суммой очков в 118,75 балла (то есть в среднем в отдельных упражнениях он получил по 9,9 балла).
К Олимпиаде в Хельсинки Чукарин подошёл в возрасте 31 года. Вольные упражнения он показал не слишком удачно, однако наверстал очки в других дисциплинах. Получив «золото» за упражнения на коне и в опорном прыжке, «серебро» за упражнения на кольцах и на брусьях, он вывел свою команду в лидеры, а сам стал абсолютным чемпионом Олимпийских игр и в личном, и в командном первенстве.
В олимпийском Мельбурне советская команда сражалась за первенство с японской, которую возглавлял Такаси Оно, и отстояла своё «золото». В абсолютном первенстве японец, который был моложе своего главного противника Чукарина на 10 лет, получил оценку 9,85 балла. Чукарин набрал 9,95 балла и победил.
Чукарин вернулся в свой институт как преподаватель, стал заведующим кафедрой гимнастики Львовского государственного института физкультуры. Подготовил около трех десятков мастеров спорта, членов сборных команд Украины и СССР.
Работал старшим тренером сборной по спортивной гимнастике. В 1972 году ему было присвоено звание Заслуженный тренер УССР.
Скончался 25 августа 1984 года. Был похоронен на Лычаковском кладбище. После его смерти одна из улиц города во львовском районе Сихов получила имя Чукарина.

## Во время войны
В начале Великой Отечественной войны ушёл на фронт добровольцем. Воевал в артиллерийской части в 1044 стрелковом полку 289-й стрелковой дивизии Юго-Западного фронта, обороняя Киев. Был ранен и контужен, попав в плен возле Полтавы. Был помещён в лагерь для военнопленных Зандбостель. 1941—1942 годы были самыми трудными для советских узников: их содержали хуже других и намеренно стремились уничтожить. Люди умирали тысячами от голода и болезней, однако уже весной 1942 года немецкое командование решило использовать их как рабочую силу. Выдав себя за бывшего крестьянина, заключённый номер 10491 получил направление на ферму к фрау Брунс. «Я не умел ни доить, ни косить траву, и фрау Брунс это вскоре заметила. Но она меня не выдала и направила на поле для прореживания репы», — вспоминал он. После освобождения Чукарин благодарил её за то, что выжил в шталаг лишь благодаря её доброте и пониманию.
В лагере Чукарин наблюдал за тренировками немецких надзирателей, поскольку до войны гимнасты Германии были сильнейшими в мире.
В конце войны часть заключённых лагеря Зандбостель были вывезены на берег Балтийского моря и погружены на баржу, предназначавшуюся для затопления. Однако намерение реализовано не было, и брошенную в море баржу подобрало английское сторожевое судно.

## Награды
- Орден Ленина (27.04.1957) — «за успехи, достигнутые в деле развития массового физкультурного движения в стране, повышения мастерства советских спортсменов, и успешное выступление на международных соревнованиях»